# Fuller Warren
Fuller Warren (ur. 3 października 1905 w Blountstown, zm. 23 września 1973 w Miami) – amerykański prawnik, polityk, członek Partii Demokratycznej.

## Działalność polityczna
Od 1927 zasiadał w stanowej Izbie Reprezentantów Florydy. Po ukończeniu studiów w Uniwersytecie Florydy w Gainesville, w 1929 przeniósł się do Jacksonville, gdzie rozpoczął praktykę prawniczą i od 1931 do 1937 zasiadał w radzie miasta. W 1939 ponownie zasiadał w stanowej Izbie Reprezentantów. W okresie od 4 stycznia 1949 do 6 stycznia 1953 był 30. gubernatorem Florydy.